# Écréhous
Écréhous, franska: Les Écréhou, är en grupp öar och rev utanför Jersey i Engelska kanalen. De är belägna 18 km nordost om huvudstaden Saint Helier. De största öarna är Maîtr'Île, La Marmotchiéthe och Lé Bliantch'Île. Administrativt tillhör Écréhous församlingen Saint Martin.